# Chiesa di San Protaso alle Tenaglie
La chiesa di San Protaso alle Tenaglie, chiamata anche San Protaso in Campo foris, era una chiesa di Milano. Situata nell'attuale via Legnano (in corrispondenza del civico 14) non lontano dall'incrocio con via Anfiteatro, fu demolita nel 1786.

## Storia
L'origine della chiesa è fatta risalire a prima dell'anno 1015 grazie a delle iscrizioni sepolcrali dove si indicava la sepoltura di tale Andrea Martignoni nella chiesa in tane anno: il suo nome "in Campo foris" era dato in quanto situata fuori dalle mura dell'epoca , per distinguerla dalla vicina Chiesa di San Protaso al Castello detta al contrario "in Campo intus" in quanto dentro le mura. La chiesa assunse più tardi, dopo il XVI secolo, il nominativo "alle Tenaglie" per la vicinanza alle tenaglie delle nuove mura spagnole di Milano:  nello stesso secolo la chiesa fu completamente ricostruita.

## Architettura
Serviliano Latuada descrive la chiesa alla sua epoca con un solo altare, mentre altri due furono tolti nei primi anni del '700 in quanto "la ristringevano ed erano indecenti": i due altari erano dedicati a Sant'Antonio Abate e al santo titolare della chiesa. L'altare maggiore era decorato con una pala d'altare raffigurante Maria Vergine dei Sette Dolori, Santo Antonio Abate e San Protaso.